# Boronia ledifolia
Boronia ledifolia es una especie de arbusto perteneciente a la familia de los cítricos. Es originaria de Australia.

## Descripción
Es un arbusto que alcanza un tamaño de 0.3-1.5 m de alto; las ramitas jóvenes estrellado-tomentosas, glandular-verrugosas. Las hojas 1-folioladas o pinnadas con 3-7 foliolos, el folíolo terminal generalmente más largo, raquis de 2-8 mm de largo, alado, folíolos linear-elípticos a estrecho elípticos u oblongos, de 4-34 mm de largo, 1-5 mm de ancho, el ápice agudo a obtuso, márgenes enteros y revolutos a recurvados, superficie superior escasamente pilosas a glabras y brillantes, la superficie inferior más pálida y tomentosa, pecíolo de 2-4 mm de largo. Las inflorescencias son axilares, con una flor y rara vez, unas pocas, en una pequeña cima; pedicelos de 6-12 mm de largo. Cáliz tomentoso. Pétalos valvados, pálidos a rosa brillante, tomentosos, persistente en el fruto.

## Distribución y hábitat
Crece en el cálido y seco bosque esclerófilo en piedra arenisca y granito. Se produce al sur de Tenterfield, es especialmente común en las comunidades costeras de piedra arenisca. en Nueva Gales del Sur.

## Taxonomía
Boronia ledifolia fue descrita por (Vent.) DC. y publicado en Prodromus Systematis Naturalis Regni Vegetabilis 1: 722, en el año 1824.
Sinonimia
| - Boronia ledifolia var. denticulata C.Moore & Betche - Boronia ledifolia var. pinnata Domin - Boronia ledifolia var. triphylla (Sieber ex Rchb.) Benth. - Boronia ledophylla F.Muell. - Boronia triphylla Sieber ex Rchb. - Boronia triphylla var. flore-plena Cheel - Boronia triphylla var. latifolia Lindl. | - Lasiopetalum ledifolium Vent. basónimo - Boronia rosmarinifolia var. albiflora - Boronia rosmarinifolia subsp. albiflora Cheel - Eriostemon paradoxus Sm. - Boronia paradoxa (Sm.) DC. - Boronia whitei Cheel - Boronia ledifolia var. normalis Domin |